# حمام چهار سوق
حمام چهارسوق مربوط به دوره قاجار است و در آذرشهر، خیابان امام خمینی، کوچه ستوباد واقع شده و این اثر در تاریخ ۱۴ مرداد ۱۳۸۲ با شمارهٔ ثبت ۹۴۱۷ به‌عنوان یکی از آثار ملی ایران به ثبت رسیده است.